# Сенат Нигерии
Сенат Нигерии (англ. Senate of Nigeria) — верхняя палата парламента Нигерии.

## Организация и структура
Сенат является верхней палатой парламента Нигерии. В него входит 109 сенаторов, которые избираются по мажоритарной системе относительного большинства в 36 трёхмандатных и одном одномандатном округе. Председатель Сената избирается непрямым голосованием из сенаторов. Имеет одного заместителя для организации работы Сената. Эту должность с 2019 года занимает Ахмад Лаван.

### Президент
- Ахмад Лаван (с 2019)

### Заместитель президента
- Обариси Ови Омо-Агеге (с 2019)

### Сенаторы
Действующий состав -
от штата Абия:
- Мао Охуабунва (С), Теодор Орьи (Ц), Эниннайя Абарибе (Ю)

от штата Аква-Ибом:
- Бэсси Альберт (С-В), Годсвилл Акпабио (С), Нельсон Эффьёнг (Ю)

от штата Анамбра:
- Юке Эквунифе (Ц), Энди Юба (Ю), Стелла Одуа (С)

от штата Байельса:
- Бен Мюррей-Брюс (В), Эмануэль Полкер (Ц), Огола Фостер (З)

от штата Бенуэ:
- Дэвид Марк (Ю), Барнабас Гемаде (В), Акуме Джордж (З)

от штата Кросс-Ривер:
- Роуз Око (С), Гершем Бэсси (Ю), Джон Эно (Ц)

от штата Дельта:
- Альфред Джозеф (Ц), Питер Нвабоши (С), Джеймс Мэнеджер (Ю)

от штата Эбоньи:
- Огба Джозеф (Ц), Самуэль Эгбу (С), Санди Ойи (Ю)

от штата Эдо:
- Клиффорд Ордья (Ц), Мэтью Урхайд (Ю), Франсис Алимехена (С)

от штата Экити:
- Дуро Фэйзьи (С), Фатимат Райи-Расаки (Ц), Биодун Олуими (Ю)

от штата Энугу:
- Гилберт Ннайи (В), Айк Экверемаду (В), Ютази Чуквука (С)

от штата Гомбе:
- Джошуа Лидани (Ю), Байеро Нафада (С), Гойе Данюма (Ц)

от штата Имо:
- Самуэль Аньянву (В), Узодинма Гудхоуп (З), Акону Ннеи (С)

от штата Кадуна:
- Данюма Ла'а (Ю), Маллам Шеху Сани (Ц), Ютман Хункуи (С)

от штата Насарава:
- Филип Арува Гаюнка (С), Абдуллахи Адаму (З), Сулеман Асонья Адокве (Ю)

от штата Огун:
- Буруи Кашаму (В), Оланревайю Теюозо (Ц), Гболахау Дада (З)

от штата Ондо:
- Йеле Омогунва (Ю), Роберт Аяйи Бороффайс (С), Тайо Аласодура (Ц)

от штата Плато:
- Йеремия Усени (Ю), Джошуа Дарье (Ц), Янг Йона (С)

от штата Риверс:
- Джордж Секибо (В), Олака Нвогу (Ю-В), Осинакачукву Айдозу (З)

от штата Йобе:
- Мохаммед Хасан (Ю), Букар Баба Ибрагим (В), Ахмад Лаван (С)

от штата Тараба:
- Абубакар Сани Данлади (С), Юсуф Абубакар Юсуф (Ц), Эммануэль Бвача (Ю)

от штата Адамава:
- Бинта Маси Гарба (С), Ахмаду Абубакар (Ю), Абдул-Азиз Муртала Ньяко (Ц)

от штата Баучи:
- Иса Хамма Мисау (Ц), Али Вакили (Ю), Сулейман Назиф (С)

от штата Борно:
- Абубакар Кьяри (С), Ахмад Занна (Ц), Али Ндуме (Ю)

от штата Джигава:
- Абубакар Гюмель (С-З), Сабо Мохаммед (Ю-З), Мухаммад Шиту (С-В)

от штата Кано:
- Барау Джибрим (С), Рабиу Кванквасо (Ц),  Кабиру Гайя (Ю)

от штата Кацина:
- Мустафа Букар (С), Абу Ибрагим (Ю), Умару Курфи (Ц)

от штата Кебби:
- Яхайя Абдуллахи (С), Адаму Альеро (Ц), Бала Ибн На'алла (Ю)

от штата Коги:
- Дино Мелайе (З), Абдулсалам Охьяре (Ц), Абдулрахман Абубакар (В)

от штата Квара:
- Шааба Лафиаджи (С), Букола Сараки (Ц), Рафиу Ибрагим (Ю)

от штата Лагос:
- Олюреми Тинубу (Ц), Олугбенга Ашафа (В), Адеола Оламилекан (З)

от штата Нигер:
- Алию Саби Абдуллахи (С), Мустафа Сани (Ю), Давид Умару (В)

от штата Осун:
- Олусола Адейе (Ц), Бабайидэ Омовораре (В), Исьяка Аделеке (З)

от штата Ойо:
- Монсурат Сунмону (Ц), Бухари Абдулфатаи (С), Адесойи Аканби (Ю)

от штата Сокото:
- Ибрагим Гобир (В), Алию Вамакко (С), Ибрагим Абдуллахи (Ю)

от штата Замфара:
- Кабир Гарба Марафа (Ц), Тийяни Яхайя Каура (С), Ахмед Руфай Сани (З)